# 契丹國志
《契丹國志》，据传由南宋葉隆禮撰寫，共27卷。
《契丹國志》一書共27卷，其中〈帝紀〉12卷，〈列傳〉7卷，后晉、遼国及北宋往來文書一卷，各國饋貢禮物數一卷，地理一卷，風俗及各種制度一卷，行程錄及使北記兩卷，諸番雜記一卷，歲時雜記一卷。该书是《辽史》外唯一一部记载契丹历史的著作，其中選錄了契丹世系及地圖等內容，因史料匮乏《遼史》天祚帝本纪等部分的内容亦摘录自此书。
契丹國是指遼朝。《契丹国志》明顯有抄錄諸書的痕跡，如卷一九《大实林牙传》載：“大实深入沙子，立天祚之子梁王为帝而相之。……辽御马数十万，牧於磧外，女真以绝远未之取，皆为大实所得。今梁王、大实皆亡，馀党犹居其地。”此文全抄自洪皓《松漠紀聞》卷上，卻未重新修改“今梁王、大实皆亡，馀党犹居其地”一句，無法反映最後真實情況。
《契丹国志》卷首《进书表》，末署“淳熙七年三月日，秘书丞臣叶隆礼上表”，淳熙七年（1180年）下距葉隆禮進士及第之年（1247年）达六十七年之久，葉隆禮斷無可能在及第前六十七年完成此書。再加上編撰本書過程過於草率，這些問題使得《契丹国志》真偽與否，一直存在爭議。因其书中存在大量篡改史料、误解原文和前后矛盾的情况，经考证可能属元代书商托名叶隆礼所作，然而因其辑录了一些当时仍然留存的契丹史料，所以有一定的历史研究价值，可补《辽史》之不足。
此外，据学界考证《大金國志》可能与其出自同一作者之手，然记述更显混乱。